# .uy
.uy è il dominio di primo livello nazionale assegnato all'Uruguay.

## Domini di secondo livello
Sono disponibili i seguenti domini di secondo livello:
- .edu.uy
- .gub.uy
- .org.uy
- .net.uy
- .mil.uy
- .com.uy